# International Council on Clean Transportation
International Council on Clean Transportation (ICCT, česky Mezinárodní rada pro čistou dopravu) je nezávislá nezisková organizace, která vznikla v USA, ale své zastoupení má také brazilském São Paulo, v německém Berlíně, a čínském Pekingu.

## DieselGate
Organizace se podílela na odstartování emisního skandálu automobilky Volkswagen, když ve spolupráci s experty Univerzity West Virginia odhalila rozdíly mezi emisemi naměřenými v laboratoři a v reálném provozu.

## Icon of the Seas
Podle zprávy ICCT vykazuje největší turistická loď světa Icon of the Seas (Ikona moří) společnosti Royal Caribbean International vysokou ekologickou stopu způsobenou využíváním zkapalněného zemní plyn (LNG) jako paliva. Loď podle ICCT vypouští výrazně vyšší množství skleníkových plynů, zvláště pak metanu, než lodě spalující jiná paliva. EEmise metanu z lodí jsou vyšší než předpokládají současné předpisy.